# Bab el-Menzeh
Bab el-Menzeh (en arabe : باب المنزه ; Porte d'El Menzeh), est une porte fortifiée du XVIIIe siècle se situant à Essaouira, au Maroc. C'est l'une des plus anciennes portes de la médina d'Essaouira. Elle se situe dans la Kasbah d'Essaouira.

## Histoire
Bab el-Menzeh a été bâtie en 1764, en même temps que la Kasbah, sous les ordres du sultan Mohammed Ben Abdellah, de la dynastie alaouite. Elle faisait initialement partie du complexe de Dar El Mekhzen et ses dépendances, dont ils ne restent pratiquement plus rien.
Elle est classée comme monument historique depuis le dahir du 30 août 1924. Bab el-Menzeh a été restaurée partiellement en 2003, et a été entretenue en 2006.

## Architecture
De style chérifien, Bab el-Menzeh est constituée de trois baies identiques à celles de Bab el-Mechouar, qui leur font face. La baie centrale mesure 3 m de largeur tandis que les deux baies latérales ne mesurent pas plus que 2,40 m de largeur. Elle est couverte d'un toit de tuiles vertes, également appelé un Menzeh.